# Bernardo Celentano
Bernardo Celentano (né  le 23 février 1835 à Naples - mort le 28 juillet 1863 à Rome) est un peintre italien du XIXe siècle.

## Biographie
Son premier enseignant est Luigi Stabile, par la suite il fréquente l' Académie des Beaux-Arts de Naples  où il a pour maître Giuseppe Mancinelli, artiste de tradition académique. 

Avant 1860 il s'établit à Rome, où il a une intense mais brève activité artistique (même dans le sacré). 

Il exposa des objets sacrés à Naples, Rome, Florence. 

Avec son ami Domenico Morelli (1826 - 1901) et Filippo Palizzi (1818 - 1899) il anima le mouvement du renouveau artistique vers le vérisme, s'opposant aux règles académiques rigides. 

Son chef-d'œuvre Il Consiglio dei Dieci est exposé à la Galerie Nationale d'Art Moderne et Contemporaine de Rome - Sala della Cleopatra(6).

Il est enterré dans l'église de Sant'Onofrio al Gianicolo à Rome.

La ville de Naples lui a dédié une rue.

## Œuvres
Galerie Nazionale d'Art Moderne de Rome. 
- Il Consiglio dei Dieci ((1861)).
- Il Doge.
- Il Tasso infermo a Bisaccia.
- Un'inutile pentimento.

Museo Revoltella, Commune de Trieste, Assessorato alla Cultura 
- Riflesso.

## Sources
- (it) Cet article est partiellement ou en totalité issu de l’article de Wikipédia en italien intitulé « Bernardo Celentano » (voir la liste des auteurs).